# Шимут-варташ
Шимут-варташ (д/н — бл. 1768 до н. е.) — суккуль-мах (верховний володар) Еламу близько 1772—1768 роках до н. е.

## Життєпис
Був молодшим сином сестри суккуль-маха Шілхахи, ім'я якої невідомо. Знана лише за титулом амма хаштук («милостива матір»). Після сходження на трон близько 1800 року до н. е. його середнього брата Ширукдуха I отримав титул суккаля Еламу і Симашкі, тобто офіційно спадкоємця трону.
Про його панування обмаль відомостей. Зберігся лише алебастровий циліндр з храму богині Кіріріши в Ліяне (поблизу сучасного Бушира). Призначив суккалем Еламу і Симашкі небожа Сіве-палар-хуппака, суккалем Суз — іншого небожа Кудузулуша.
Є згадка про загибель Шимут-варташа, але за яких обставин невідомо. найпевніше у війні з вавилонським царем Хаммурапі. Це сталося близько 1768 року до н. е. Йому спадкував Сіве-палар-хуппак.